# Turda
Turda er en by i Cluj distrikt i Transsylvanien i Rumænien. Turda har 43.319(2021) indbyggere, og ligger ved floden Arieş.